# San Remo canta
San Remo canta è un film documentario del 1956 diretto da Domenico Paolella sul Festival di Sanremo del 1956.